# Roland Losert
Roland Losert (Bécs, 1945. január 6. –) világbajnok osztrák vívó. Apja Josef Losert, húga Ingrid Losert, mindketten világbajnoki ezüstérmes tőrvívók.

## Sportpályafutása
Tőr és párbajtőr fegyvernemekben is versenyzett, de legjelentősebb nemzetközi szintű eredményét párbajtőrvívásban érte el.